# ترومیژه
ترومیژه (به لاتین: Trumieje) یک منطقهٔ مسکونی در لهستان است که در Gmina Gardeja واقع شده‌است.

## خصوصیات
ترومیژه ۲۲۰ نفر جمعیت دارد.